# Tetiana Lissenko
Tetiana Feliksivna Lissenko (ucraïnès: Тетяна Фелiксiвна Лисенко; Kherson, 23 de juny de 1975) és una ex gimnasta soviètica i ucraïnesa, que va tenir la seva carrera competitiva sènior del 1990 al 1994. Lysenko va formar part de l'equip de la Unió Soviètica durant els primers anys de la dècada de 1990, un període en què la seva reserva de talent era profunda (l'URSS mai va perdre la competició per equips femenins als Jocs Olímpics).

## Carrera de gimnàstica
Lysenko va néixer a Kherson, Ucraïna-RSS, i té un bagatge ucraïnès-jueu. Va començar la gimnàstica als set anys i va debutar com a sènior el 1990, guanyant la competició global de la Copa del Món. L'any següent va ser seleccionada per als campionats mundials d'Indianapolis, on van guanyar la competició per equips. Es va classificar per a la competició global, per davant de les seves talentoses companyes d'equip Oksana Chusovitina, Rozàlia Galiyeva i Natalia Kalinina, però va caure de la barra d'equilibris i no va guanyar cap medalla individual.
Els èxits més destacats de Lysenko van arribar als Jocs Olímpics d'Estiu de 1992 a Barcelona. Representava l'equip unificat (exsoviètics) juntament amb Svetlana Boguinskaya, Tatiana Gutsu, Elena Grudneva, Rozàlia Galiyeva i Oksana Chusovitina. Van guanyar el títol per equips per un còmode marge. Lysenko va acabar 7a, però va guanyar la medalla de bronze al salt sobre cavall després de realitzar el salt més difícil de tota la competició, un Yurchenko de doble gir (9.912). Després, Lysenko va guanyar l'or en la barra d'equilibri (9.975).
A diferència de molts dels seus companys d'equip soviètics, Lysenko va optar per continuar després de la ruptura de l'URSS, i va representar la seva Ucraïna natal al Campionat Mundial de Birmingham de 1993. Va guanyar el bronze al global, que hauria estat d'or si no hagués sortit dels límits. Lysenko va ser una de les dues exsoviètiques al podi juntament amb Oksana Chusovitina (representant a l'Uzbekistan).
Lysenko va continuar competint internacionalment fins al 1994. Es va classificar en la 18a posició global al Campionat del Món de Brisbane. A la final de la prova, es va classificar quarta al salt. Es va retirar després del Campionat del Món.

## Vida posterior
Després de retirar-se de les competicions, Lysenko es va traslladar als Estats Units i viu a Califòrnia. Es va graduar a la Facultat de Dret de la Universitat de San Francisco i va ser admesa al Col·legi d'Advocats de Califòrnia el 2005. El 2002 va ser inclosa al Saló de la Fama de l'Esport Jueu Internacional i el 2016 al Saló de la Fama de la Gimnàstica Internacional. Està casada i té una filla.

## Història competitiva
| Curs | Esdeveniment             | Equip | Global | Salt | Asimètriques | Barra | Terra |
| ---- | ------------------------ | ----- | ------ | ---- | ------------ | ----- | ----- |
| 1990 | Final de la Copa del Món |       | 1r     | 4t   | 1r           | 4t    | 3r    |
| 1991 | Campionat del Món        | 1r    | 13è    |      | 8è           |       |       |
| 1992 | Campionat d'Europa       |       | 4t     | 6è   | 2n           |       | 4t    |
| 1992 | Campionat del Món        |       |        |      | 9è           | 7è    | 3r    |
| 1992 | Jocs Olímpics            | 1r    | 7è     | 3r   |              | 1r    |       |
| 1993 | Campionat del Món        |       | 3r     |      | 5è           |       |       |
| 1994 | Campionat del Món        |       | 18è    | 4t   |              |       |       |